# Trebes
Trebes (en francès Trèbes) és un municipi francès situat al departament de l'Aude i a la regió d'Occitània. L'any 1999 tenia 5.495 habitants.

## Monuments

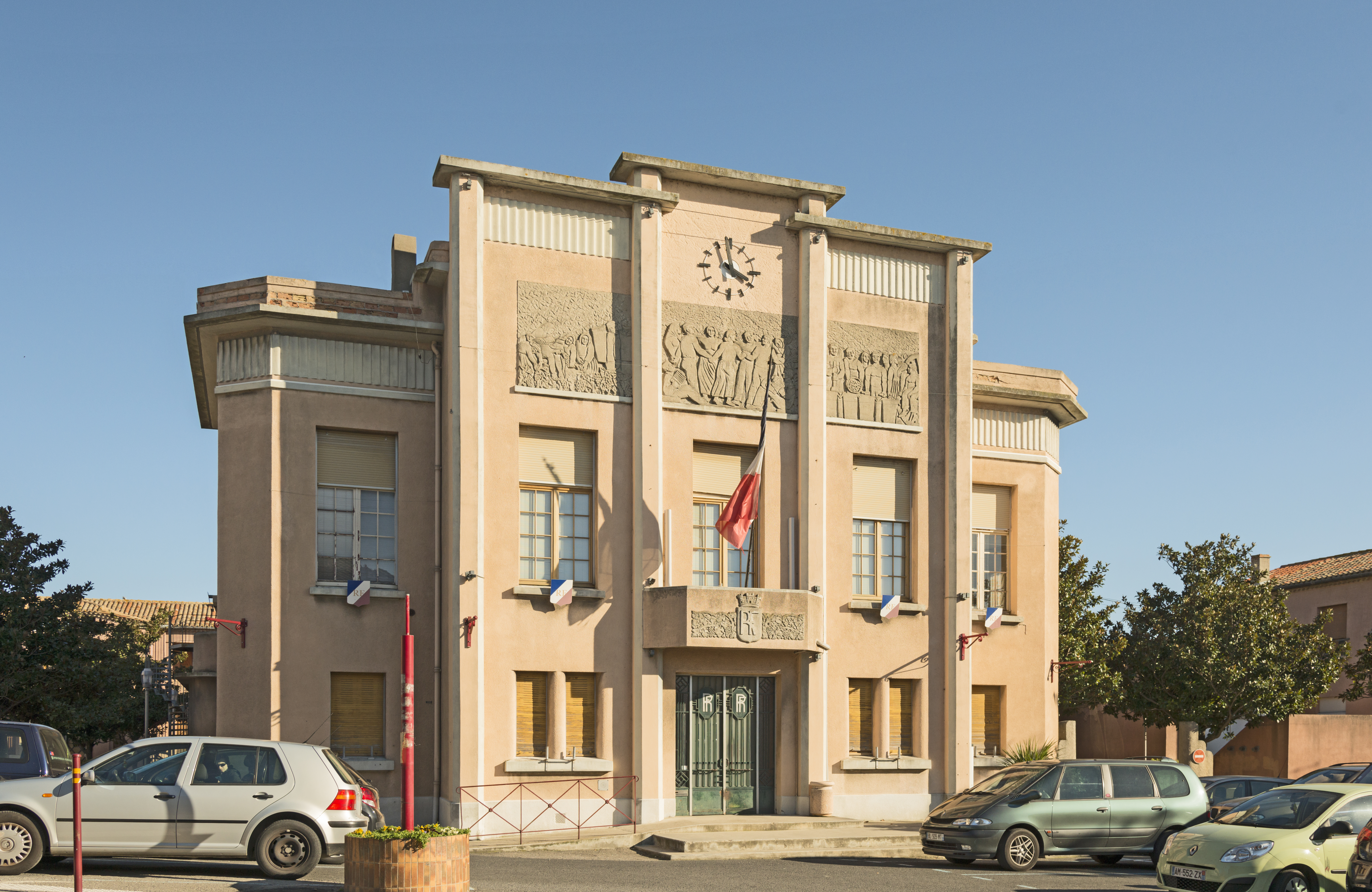
L'ajuntament.
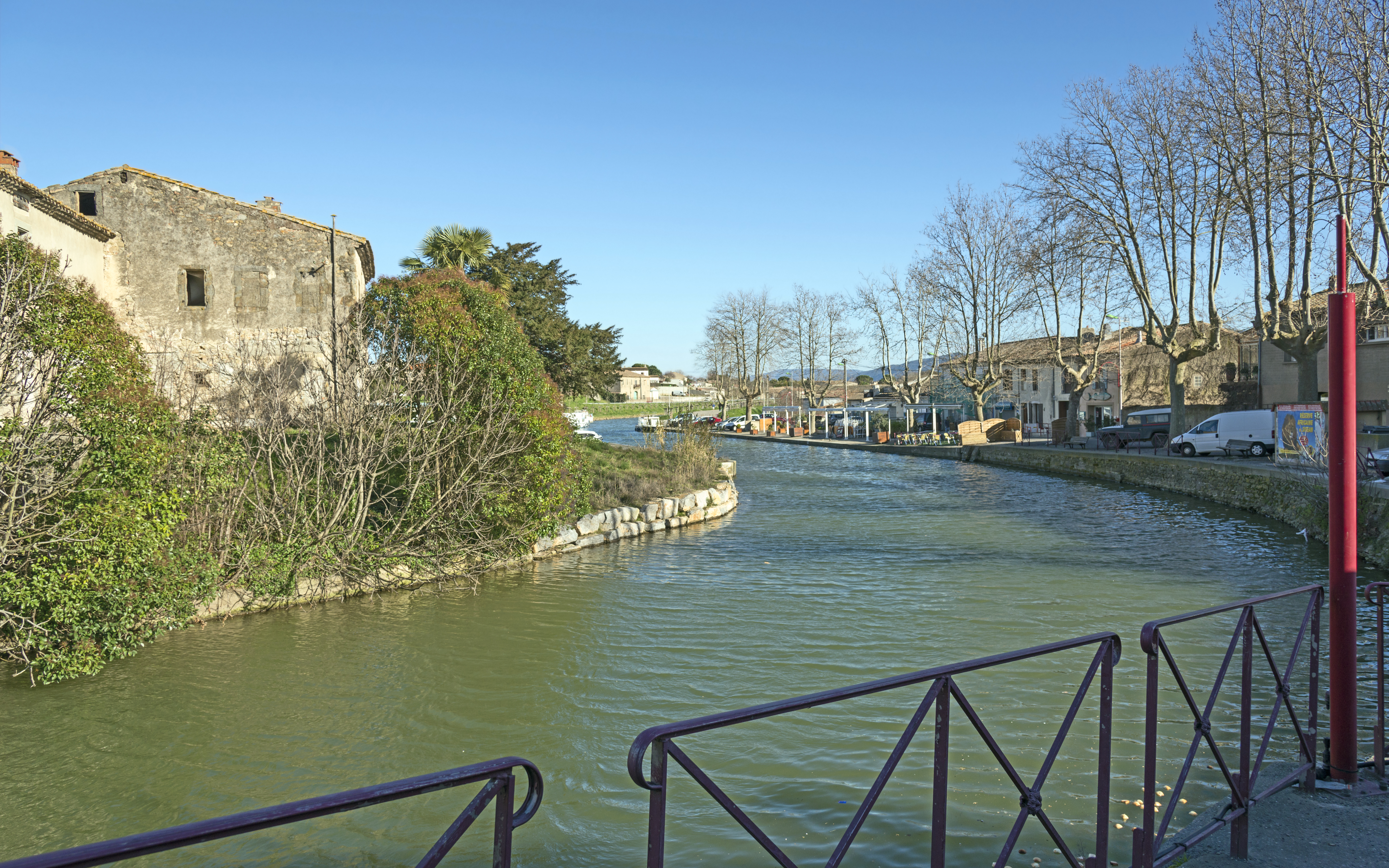
Canal du Midi
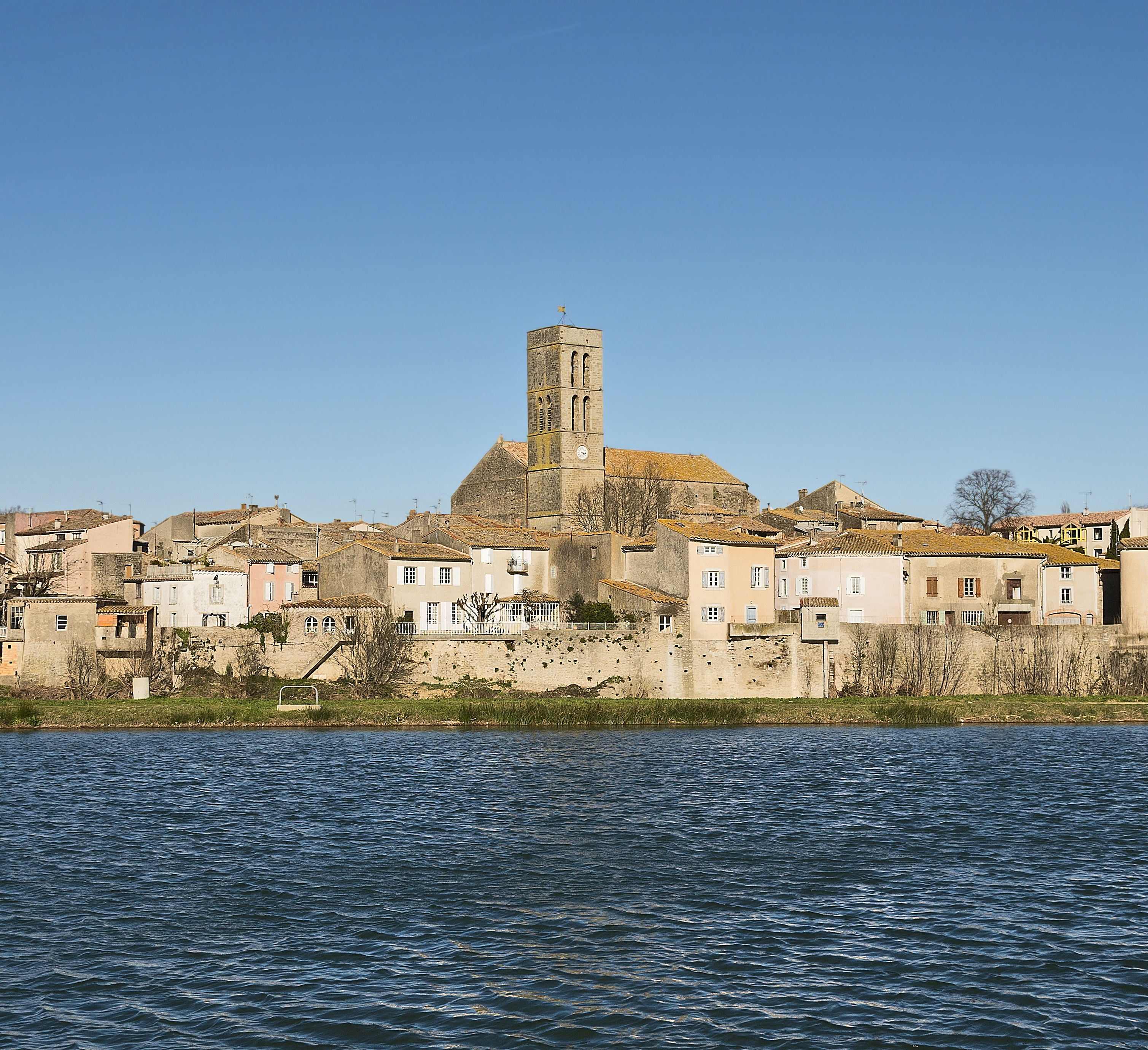
Església Saint-Étienne de Trèbes
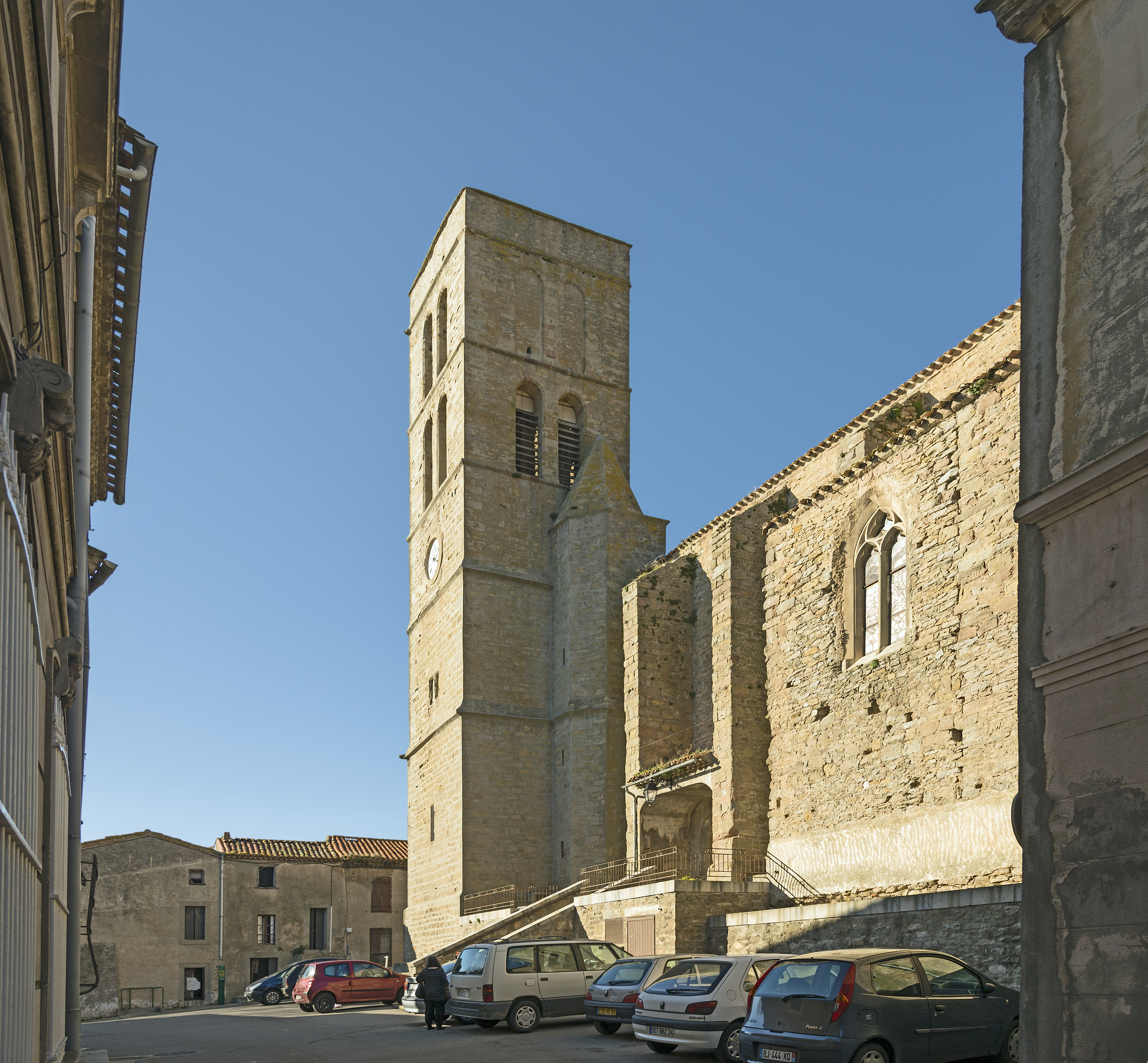